# Cranoglanis bouderius
Cranoglanis bouderius es una especie de pez de la familia Cranoglanididae en el orden de los Siluriformes.

## Morfología
• Los machos pueden llegar alcanzar los 43 cm de longitud total y 2.200 g de peso.

## Alimentación
Come gambas y pecesitos.

## Hábitat
Es un pez de agua dulce. y de clima tropical.

## Distribución geográfica
Se encuentra en la China.